# Споменик кнезу Томиславу
Споменик кнезу Томиславу налази се у улазном холу, у згради Народне скупштине Србије у Београду. Аутор овог дела из 1937. године је Вања Радауш.

## Историја
Према пројекту за зграду Дома народног представништва и током уређења њеног ентеријера, било је предвиђено да скулптуре буду значајан елемент декорације, обједињавајући у себи уметничке вредности са визуелном манифестацијом националног, духовног и политичког идентитета. Већ двадесетих година прошлог века, по замисли архитекте Илкића, вајарска остварења, која би својим симболичним карактером упућивала на функцију и значај саме институције, требало је да буду постављена на фронтовима изнад оба улаза и дуж горње ивице бочних крила зграде. До реализације није дошло, али је одлучено да се одабрани гипсани модели, настали 1925. и 1926. године, поставе у унутрашњост зграде.
Радови су после завршетка зграде, крајем тридесетих година, постављени у нишама предвиђеним за њих у унутрашњости здања. У вестибилу, одмах на уласку, четири монументалне фигуре исклесане у прилепском мермеру, представљају личности које симболизују историјски развој сва три конститутивна народа. То су Цар Душан, аутора Д. Филиповића, Краљ Томислав, аутора В. Радауша, Кнез Коцељ, аутора Т. Коса и Карађорђе, аутора Ф. Кршинића.
Ненад Макуљевић, професор Филозофског факултета у Београду, изјавио је коментаришући поставку фигура у Народној скупштини Републике Србије: "Мој једини коментар је да унутрашња декорација Скупштине и програм скулптура осликавају време њеног настанка и југословенски карактер тадашње државе. Скулптуре представљају заштићену споменичку целину и никако не би смеле да буду уклоњене."

## Краљ Томислав
У историјским документима Томислав се не појављује често. Први пут помиње га Тома Архиђакон, и то као кнеза који је владао 914. године, а као краљ се помиње у белешци са црквеног сабора у Сплиту 925. године. У Томиславово доба заустављени су продори Мађара према Јадрану (917. године), хрватска држава је проширена уједињењем Приморске и Посавске Хрватске, а приписује му се и победа над бугарским царем Симеоном.